# Suceso Heinrich

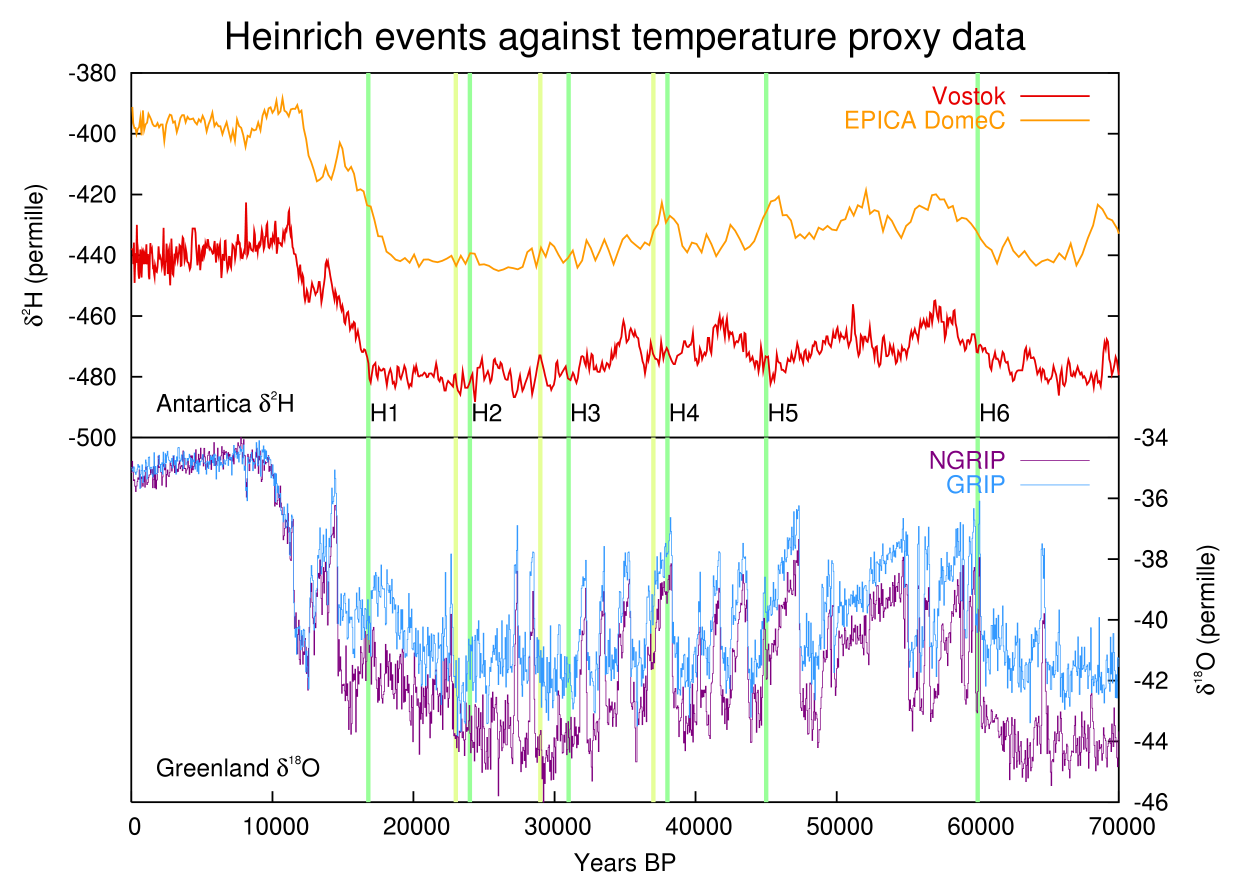
La cronología de los eventos Heinrich deducida a partir de registros geoquímicos de núcleos de hielo

En paleoclimatología, se conocen como sucesos Heinrich (o eventos Heinrich en su traducción literal del inglés Heinrich events) a una serie de acaecimientos o episodios que ocurrieron durante el período de la última glaciación (Wisconsin) y en los que oleadas de icebergs se desprendieron de los glaciares y atravesaron el Atlántico Norte. Los témpanos de hielo llevaban rocas en masa erosionadas por los glaciares y cuando se fundieron en alta mar, cayeron al fondo como «detritos a la deriva del hielo» (ice rafted debris). En los testigos de sondeos de lodo recuperados del fondo del mar se han podido distinguir seis episodios distintos, que se etiquetan como H1 a H6 según se retroceda en el tiempo; los sucesos H3 y H6 muestran diferencias con el resto.
La fusión de los icebergs provocó que enormes cantidades de agua dulce se añadieran al Atlántico Norte. Tales aumentos de agua fría y fresca bien pueden haber alterado los patrones de la densidad oceánica que impulsan la circulación termohalina, y, a menudo, coinciden con otras indicaciones de fluctuaciones del clima global.
Se han propuesto diversos mecanismos para explicar la causa de los sucesos Heinrich. La mayoría se centran en la actividad de la capa de hielo Laurentino, pero otros sugieren que la inestable capa de hielo de la Antártida Occidental pudo haber jugado un papel desencadenante.
Fueron descritos por primera vez por el geólogo marino alemán Hartmut Heinrich (n. 1952), de quien llevan el nombre.

## Acerca de los sucesos
Los eventos Heinrich son fluctuaciones del clima global que coinciden con la destrucción de los capas de hielo del hemisferio norte, y con la consiguiente liberación de un enorme volumen de hielo marino e icebergs. Los episodios son rápidos: duran alrededor de 750 años, y su súbita aparición puede ocurrir en pocos años (Maslin et al. 2001). Los eventos Heinrich se observan durante el último período glacial; la baja resolución del registro sedimentario antes de este punto hace que sea imposible deducir si se produjeron durante otros períodos glaciales en la historia de la Tierra.
Los eventos Heinrich se producen durante algunos, pero no todos, los tandas periódicas frías que preceden a la eventos de calentamiento rápido conocidos como eventos Dansgaard-Oeschger (D-O), que se repiten en cada 1.500 años. Sin embargo, las dificultades para establecer las fechas exactas ponen en entredicho la exactitud —o incluso la veracidad— de esta declaración. Algunos (Broecker 1994, Bond y Lotti 1995) identifican el evento Dryas Reciente como un evento Heinrich, lo que le haría el H0.

## Diagnosis

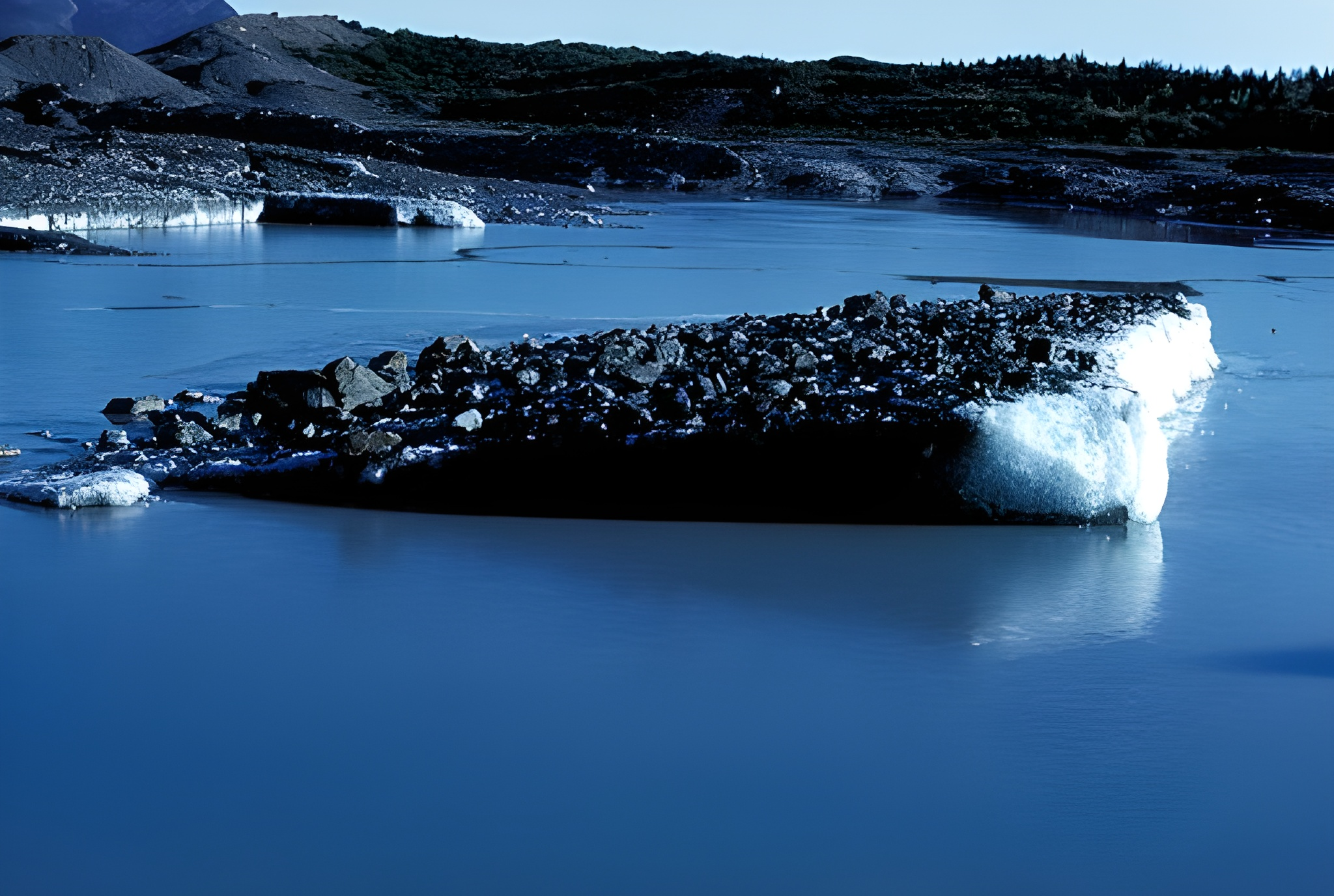
Detritos sobre un iceberg. Los eventos Heinrich pueden ser actualmente detectados gracias al examen de antiguos restos transportados por el hielo que están depositados en el fondo del Atántico Norte.

Las observaciones originales de Heinrich eran de seis capas en los núcleos de sedimentos oceánicos con proporciones muy altas de fragmentos líticos de las rocas de origen continental, en los rangos de tamaño de 180 μm a 3 mm (Heinrich 1988). Las fracciones de mayor tamaño no pueden ser transportadas por las corrientes oceánicas, y por lo tanto, deben de interpretarse como transportadas por icebergs o hielo que se desprendió de la gran capa de hielo Laurentino que cubría entonces América del Norte, y que cayeron en el fondo del mar cuando los icebergs se derritieron. La traza de los eventos en los núcleos de sedimentos varía considerablemente con la distancia desde la región origen —hay un cinturón de detritos a la deriva del hielo (a veces abreviado como IRD, por sus siglas en inglés, ice rafted debris) alrededor de los 50°N, expandiéndose unos 3.000 km desde su fuente en América del Norte hacia Europa, y disminuyendo en un orden de magnitud desde el mar de Labrador hasta el final europea de la ruta actual de los icebergs.
Durante los eventos Heinrich, volúmenes enormes de agua dulce fluyen en el océano. Para el suceso Heinrich 4, el flujo de agua dulce se ha estimado en 0.29±0.05 Sverdrup, con una duración de 250 ± 150 años (Roche et al. 2004), lo que equivale a un volumen de agua dulce de cerca de 2,3 millones de km³. Varios indicadores geológicos fluctúan aproximadamente en el mismo tiempo con estos eventos Heinrich, pero las dificultades en la datación exacta y en la correlación hacen que sea difícil determinar si los indicadores siguen o anteceden a los eventos Heinrich, o en algunos casos, si no están relacionados en absoluto. Los eventos Heinrich son a menudo marcados por los siguientes cambios:

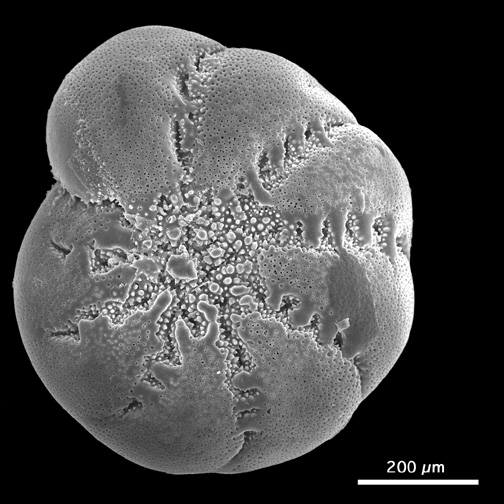
Además de indicar la productividad oceánica, las testas (conchas) de foramaniferos también proporcionan valiosa información isotópica

- disminución de δ18O de los mares septentrionales (nórdicos) y estalactitas de Asia oriental (espeleotemas), que por proxy sugiere la caída de la temperatura global (o un creciente volumen de hielo) (Bar-Matthews et al. 1997);

- disminución de la salinidad oceánica, debido a la afluencia de agua dulce;

- disminución de la temperatura superficial del mar estimada aguas afuera de la costa africana occidental a través de indicadores bioquímicos conocidos como las alquenonas (Sachs 2005);

- cambios en la perturbación sedimentaria (bioturbación) causada por excavaciones o hurgoneo animal (Grousett et al. 2000);* Flujo en la composición isotópica planctónica  (cambios en δ13C, disminución de δ18O);

- indicaciones de polen de pinos psicrófilos reemplazando a los robles en la parte continental de América del Norte (Grimm et al. 1993);

- disminución de la abundancia foraminiferal - que debido a la naturaleza prístina de muchas muestras no puede ser atribuida a  sesgos de preservación y se ha relacionado con una salinidad reducida (Bond 1992);

- aumento de terrígenos en la escorrentía desde los continentes, medidos cerca de la desembocadura del río Amazonas;

- aumento del tamaño de grano del loess arrastrado por el viento en China, lo que sugiere vientos más fuertes (Porter y Zhisheng 1995);

- cambios en la abundancia relativa del torio-230, que refleja las variaciones en la velocidad de las corrientes oceánicas;

- aumento de las tasas de deposición en el Atlántico norte, reflejadas por un aumento de los sedimentos continentales (líticos) derivados relaticionada con la sedimentación del fondo (Heinrich 1988).

La extensión global de estos registros ilustra el impacto dramático de los eventos Heinrich.

## Sucesos Heinrich inusuales

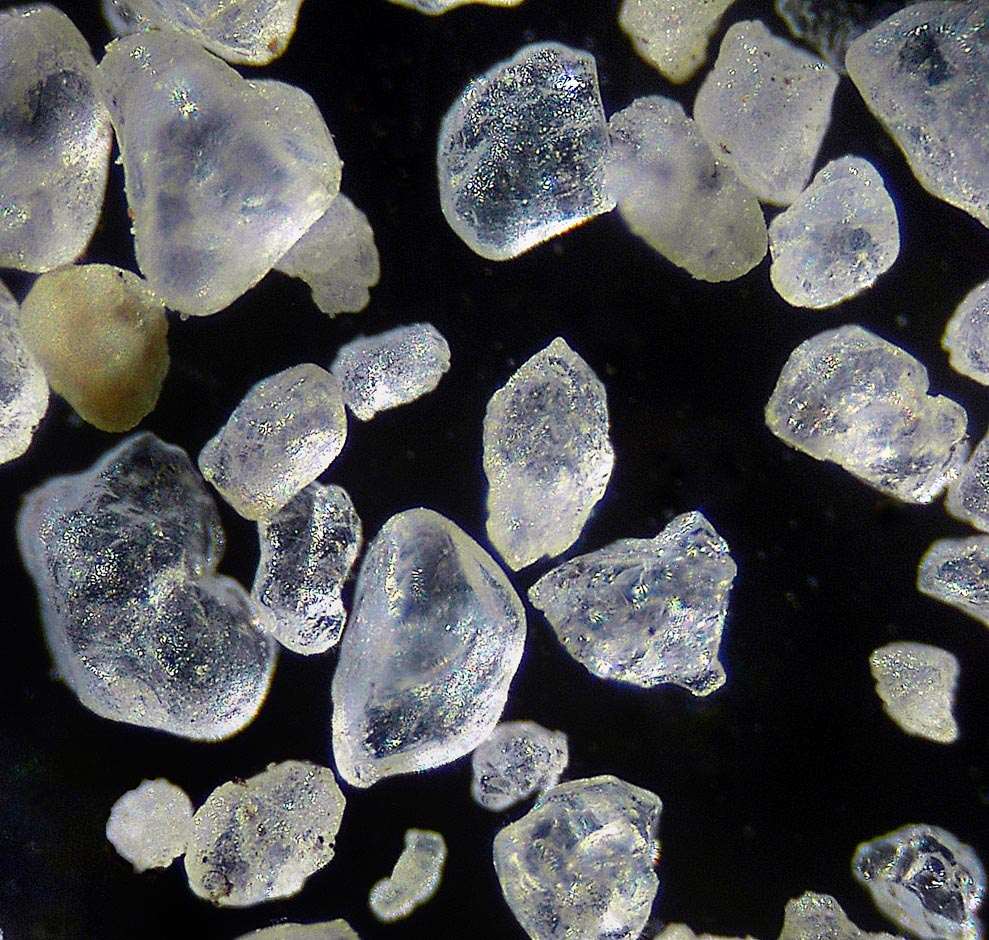
La proporción lítica de los sedimentos depositados durante H3 y H6 es sustancialmente inferior al de otros eventos Heinrich

Los sucesos H3 y H6 no comparten un conjunto convincente de síntomas de eventos Heinrich como los eventos Heinrich H1, H2, H4 y H5. Esto ha llevado a algunos investigadores a sugerir que no son verdaderos eventos Heinrich, lo que haría más acertada la sugerencia de Bond de que los eventos Heinrich encajar en un sospechoso ciclo de 7.000 años. Hay algunas evidencias que sugieren que H3 y H6 fueron de alguna manera diferentes a los otros episodios:
- picos líticos: una proporción mucho menor de líticos (3000 vs  6000 granos por gramo) se observa en H3 y H6, lo que significa que el papel de los continentes proveyendo sedimentos a los océanos fue relativamente baja.

- disolución foram: las pruebas de foraminíferos parecen estar más erosionadas durante H3 y H6 (Gwiazda et al. 1996). Esto puede indicar una afluencia de nutrientes ricos —y por lo tanto, corrosivos— en el agua de fondo antártica, debido a una reconfiguración de los patrones de circulación oceánica.

- procedencia del hielo: los icebergs en H1, H2, H4 y H5 parecen haber fluido a lo largo del estrecho de Hudson; los icebergs H3 y H6 parecen haber fluido a través de ella (Kirby y Andrews, 1999).

- distribución de los detritos a la deriva del hielo: los sedimentos transportados por el hielo no se extienden hacia el este durante H3/6. De ahí que algunos investigadores hayan sugerirido un origen europeo, al menos para algunos clastos H3/6: América y Europa estaban originalmente juntas; por lo que las rocas de cada continente son difíciles de distinguir y su origen está abierto a la interpretación (Grousset et al. 2000).

## Causas
Al igual que con muchos problemas climáticos relacionados, el sistema es demasiado complejo como para confiar en una sola causa. Hay varias posibles factores conductores, que se dividen en dos categorías.

### Forzamientos internos: el modelobinge–purge
Este modelo sugiere que fueron factores internos de las capas de hielo los que causaron la desintegración periódica de importantes volúmenes de hielo, que a la postre fueron los responsables de los eventos Heinrich.
La acumulación gradual de hielo en la capa de hielo Laurentino llevó a un aumento gradual en la masa —la «fase de borrachera» (binge phase)—. Una vez que la capa alcanzó una masa crítica, los sedimentos sub-glaciales no consolidados formaron un lubricante viscoso (slippery lubricant) sobre el que la capa de hielo se deslizó —la «fase de purga» (purge phase)—, que duró unos 750 años. El modelo original (MacAyeal, 1993) propuso que el calor geotérmico causó que los sedimentos sub-glaciales se descongelasen una vez que el volumen de hielo fue lo suficientemente grande para impedir la fuga de calor a la atmósfera. Las matemáticas del sistema son consistentes con una periodicidad de 7.000 años, similar a la observada si H3 y H6 son de hecho sucesos Heinrich (Sarnthein et al.. 2001). Sin embargo, si H3 y H6 no fueron eventos Heinrich, el modelo de «borrachera y purga» pierde credibilidad, ya que la periodicidad prevista es la clave de su hipótesis. También puede parecer sospechoso porque hechos similares se observan en otras edades de hielo (Hemming 2004), aunque esto puede ser debido a la falta de sedimentos de alta resolución.
Además, el modelo predice que el reducido tamaño de las capas de hielo durante el Pleistoceno debería reducir el tamaño, impacto y frecuencia de los eventos Heinrich, lo que no se refleja en evidencias.

### Forzamientos externos

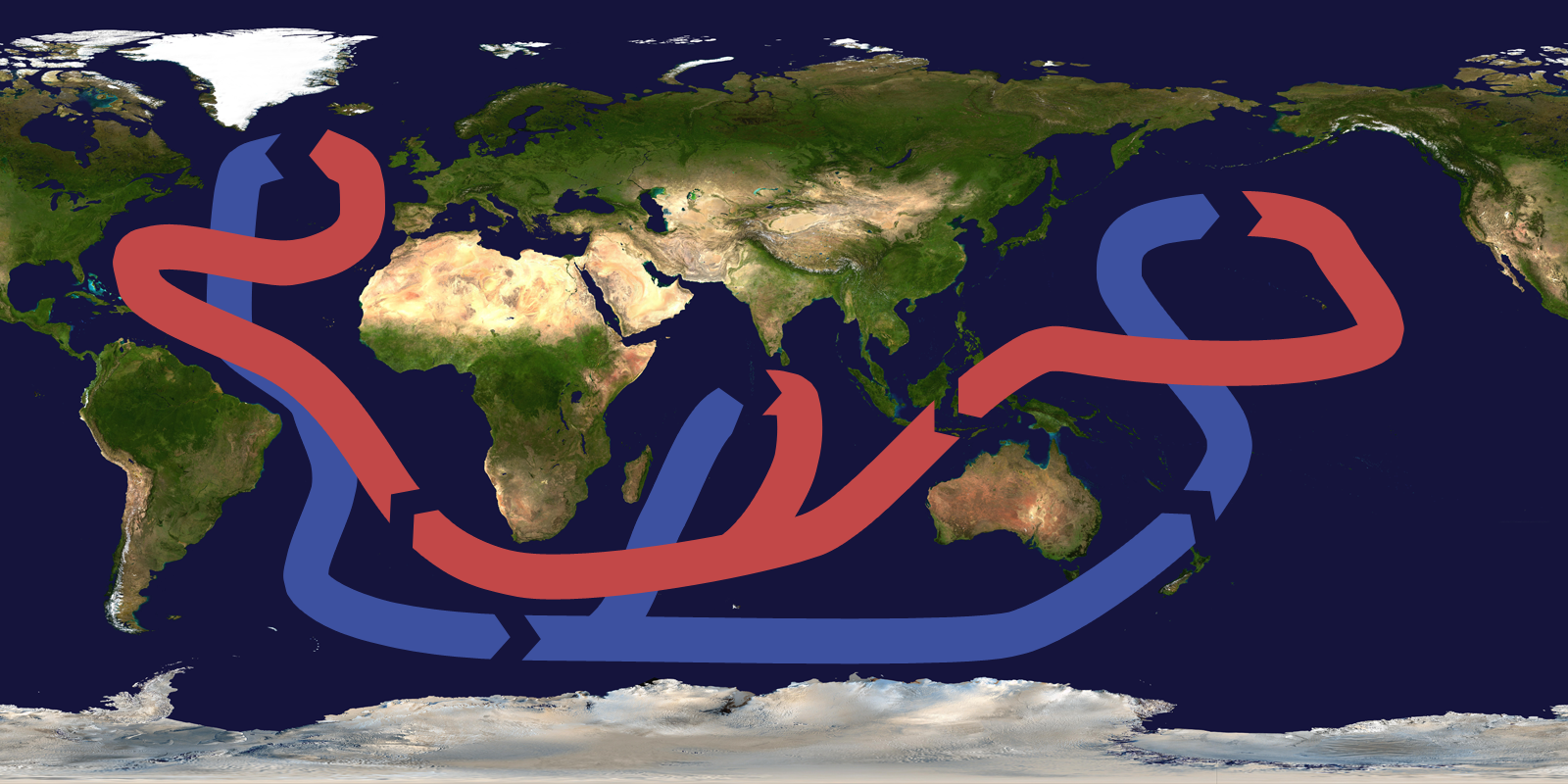
La actual circulación oceánica. La corriente del Golfo, a la izquierda, puede ser redirigida durante los eventos Heinrich

Son varios los factores externos a las capas de hielo que pueden causar los eventos Heinrich, pero esos factores tienen que ser grandes para superar la atenuación por los grandes volúmenes de hielo involucrados (MacAyeal 1993).
Gerard Bond sugiere que los cambios en el flujo de la energía solar en una escala de 1.500 años pueden estar correlacionados con los ciclos Daansgard-Oeschger, y a su vez con los eventos Heinrich; sin embargo, la pequeña magnitud del cambio en la energía hace que tal factor exo-terrestre resulte improbable al tener que requerir largos efectos, al menos sin grandes procesos de feedback positivos actuando dentro del sistema de la Tierra. Sin embargo, más que el propio calentamiento que derritiese el hielo, es posible que el cambio del nivel del mar asociado con el calentamiento desestabilizase las plataformas de hielo. Un aumento en el nivel del mar podría empezar a corroer la parte inferior de una capa de hielo, fracturándola inferiormente; cuando una capa de hielo fallase y se sumergiese, el hielo liberado elevaría aún más los niveles de mar, lo que pudo desestabilizar otras capas de hielo. En favor de esta teoría está la no simultaneidad de la rotura de la capa de hielo en H1, H2, H4 y H5, en los que la ruptura europea precedió al derretimiento europeo hasta en 1.500 años (Maslin et al. 2001).
El modelo «piratería del calor del Atlántico» (Atlantic Heat Piracy) sugiere que los cambios en la circulación oceánica causan que los océanos de un hemisferio sean más calientes a expensas del otro (Seidov y Maslin 2001). En la actualidad, la corriente del Golfo redirige las cálidas aguas ecuatoriales hacia los mares nórdicos septentrionales. La adición de agua dulce a los océanos del norte puede reducir la fuerza de la corriente del Golfo, y permitir que se desarrolle una corriente meridional en su lugar. Esto causaría el enfriamiento del hemisferio norte y el calentamiento del sur, provocando cambios en la acumulación de hielo y en las tasas de fusión y posiblemente provocando la destrucción de capas y los eventos Heinrich (Stocker, 1998).
El modelo bipolar de Rohling de 2004 sugiere que el nivel del mar levantó las plataformas flotantes de hielo, provocando su desestabilización y destrucción. Sin una plataforma de hielo flotante de apoyo, las capas de hielo continentales fluirían hacia los océanos y se desintegrarían en icebergs y hielo marino.
La adición de agua dulce ha sido implicado por acoplarse al modelado del clima oceánico y atmosférico (Ganopolski y Rahmstorf 2001), mostrando que tanto los eventos Heinrich y Dansgaard-Oeschger pueden mostrar un comportamiento de histéresis. Esto significa que cambios relativamente menores en la carga de agua dulce en los mares nórdicos —un 0,15 Sv de aumento o una disminución de 0,03 Sv— serían suficienten para provocar profundos cambios en la circulación global (Rahmstorf et al. 2005). Los resultados muestran que un evento Heinrich no causa un enfriamiento alrededor de Groenlandia, si no más al sur, sobre todo en el Atlántico subtropical, un hallazgo compatible con la mayoría de datos paleoclimáticos disponibles. Esta idea fue conectada con los eventos D-O por Maslin et al.. (2001). Se sugiere que cada capa de hielo tenía sus propias condiciones de estabilidad, pero que en la fusión, la afluencia de agua dulce fue suficiente para reconfigurar las corrientes oceánicas —causando la fusión en otros lugares. Más específicamente, los eventos fríos D-O y las afluencias asociadas de agua de deshielo, reducen la fuerza de la corriente de agua profunda del Atlántico Norte (North Atlantic Deep Water, o NADW), debilitando la circulación del hemisferio septentrional, lo que resulta en una mayor transferencia de calor hacia los polos en el hemisferio sur. Estas aguas más cálidas provocan el derretimiento de hielo de la Antártida, reduciendo la estratificación de la densidad y la fuerza de la corriente de agua antártica de fondo (Antarctic Bottom Water, AABW). Esto permite que NADW recobre su fuerza anterior, provocando fusiones en el hemisferio norte y otro evento frío D-O. Finalmente, la acumulación de fusión alcanza un umbral, por la que plantea el nivel del mar lo suficiente como para debilitar la capa de hielo Laurentino —causando un evento Heinrich y restableciendo el ciclo.
Hunt & Malin (1998) propusieron que los eventos Heinrich son causados por terremotos provocados cerca del margen del hielo que causan una rápida deglaciación.